# 青化镇 (周至县)
青化镇，是中华人民共和国陕西省西安市周至縣下辖的一个乡镇级行政单位。

## 行政区划
青化镇下辖以下地区：
青化村、二庙村、滹沱村、聂村、联庄村、杏园村、半个城村、新白寨村、联集村和兴隆村。